# 夏尔·朱利安·布里昂雄
夏尔·朱利安·布列昂雄（1783年12月19日—1864年4月29日），法国数学家和化学家。

## 生活
1804年，他18岁时进入巴黎综合理工学院，受教于加斯帕尔·蒙日(Monge)教授门下，1808年以全班第一的成绩毕业，之后参军成为拿破仑军队中的一名炮兵中尉。在1818年，布列昂雄成为了万塞讷皇家卫队炮兵学校的一名教授。

## 事业
布列昂雄最著名的是他证明了布列安桑定理(1810年)。
布列昂雄的著作《Mémoire sur les lignes du second ordre》(巴黎，1817年)可在网上找到 （页面存档备份，存于）。